# دکاو اف۱۰۲
دکاو اف۱۰۲ (DKW F102) خودرویی است که در سال‌های ۱۹۶۳ تا ۱۹۶۶۵۳,۰۵۳ produced تولید شده‌است. 
طراحی آن خودروهای موتور جلو-محور جلو بوده طول آن در حالت طبیعی ۴٬۲۸۰ میلیمتر (۱۶۹ اینچ)، عرض آن در حالت طبیعی ۱٬۶۱۸ میلیمتر (۶۳٫۷ اینچ)، ارتفاع آن در حالت طبیعی ۱٬۴۴۹ میلیمتر (۵۷٫۰ اینچ) و  وزن آن در حالت طبیعی ۹۱۰ کیلوگرم (۲٬۰۱۰ پوند)  است. سیستم جعبه‌دندهٔ آن به صورت دستی است.